# Spaghetti carbonara
Spaghetti carbonara er en traditionel italiensk pastaret. Carbonara er en af de få pastaretter, hvor det ikke er fastlagt, hvilken type pasta der skal anvendes, og udover spaghetti anvendes f.eks fettuccine, rigatoni, linguine, eller bucatini. Retten består udover spaghettien af stegt guanciale (saltede svinekæber), æg, revet ost (oftest pecorino romano) og sort peber.

## Oprindelse og historie
Som det er tilfældet med de fleste traditionelle opskrifter, er rettens oprindelse svær at stadfæste, og der knytter sig mange legender dertil. Alle teorier omkring rettens oprindelse er anekdotiske, hvoraf de to mest populære er:
1. Den første gruppe af teorier bygger på de italienske kulsviere. Siden rettens navn tilsyneladende er afledt af det italienske ord carbone, der betyder trækul eller kul, fremstilles retten ofte som et af de måltider, som de italienske kulsviere fik serveret. Derudover kan stykkerne af bacon og peber i retten ligne små stykker trækul, og angiveligt blev retten oprindeligt tilberedt over trækul, hvilket kan have været med til at give den sit navn[1][2].
2. Den anden teori er baseret på den amerikanske besættelse af Italien i 1944. Her blandede soldater æg og bacon fra deres K-feltrationer med ost og pasta, som er populære italienske madvarer, hvilket blev basis for Spaghetti carbonara[3]. Denne teori understøttes af Ada Boni's 1930 La Cucina Romana, hvori retten ikke findes i.

## Variationer
I Italien afviger opskriften på Spaghetti carbonara sjældent[kilde mangler] fra de primære ingredienser, mens der udenfor Italien - heriblandt Danmark - er opstået et utal af variationer. Fælles for dem er ofte fløde/mælk, men der findes også variationer med løg/hvidløg, spinat, svampe og andre grøntsager.